# Associazione Calcio ChievoVerona 2005-2006
Questa voce raccoglie le informazioni riguardanti l'Associazione Calcio ChievoVerona nelle competizioni ufficiali della stagione 2005-2006.

## Stagione
Affidata per questa stagione la conduzione tecnica a Giuseppe Pillon, il Chievo — eliminato dal Brescia nel terzo turno di Coppa Italia — ha riscattato l'incerto avvio del campionato 2005-06, con una serie di 10 risultati utili consecutivi, culminata nell'affermazione interna a scapito del Milan, ha fruttato ai clivensi scaligeri un posizionamento in zona-Uefa al giro di boa. Con 30 punti in 19 giornate, la squadra ha eguagliato le romane in termini di classifica.
Segnalando peraltro un reparto d'attacco composto da Sergio Pellissier e Simone Tiribocchi nonché dal brasiliano Amauri, i veronesi hanno mantenuto il contatto col quadro europeo, anche durante la fase di ritorno, finito il campionato in settima posizione con 54 punti, il Chievo è pervenuto matematicamente alla UEFA dopo aver impattato (0-0) in trasferta col già retrocesso Lecce. L'esito del processo di Calciopoli, che ha tolto lo scudetto alla Juventus e lo ha assegnato all'Inter, ha anche significato l'avanzamento in graduatoria al quarto posto finale dei gialloblù, con una storica partecipazione ai preliminari di Champions League.

## Rosa
| N. |                     | Ruolo | Calciatore                |
| -- | ------------------- | ----- | ------------------------- |
| 1  | Italia (bandiera)   | P     | Enrico Alfonso            |
| 3  | Italia (bandiera)   | D     | Lorenzo D'Anna            |
| 4  | Italia (bandiera)   | D     | Marco Malagò              |
| 5  | Brasile (bandiera)  | C     | Luciano                   |
| 7  | Italia (bandiera)   | C     | Franco Semioli            |
| 8  | Italia (bandiera)   | C     | Federico Giunti           |
| 9  | Italia (bandiera)   | A     | Simone Tiribocchi         |
| 10 | Italia (bandiera)   | C     | Andrea Zanchetta          |
| 11 | Brasile (bandiera)  | A     | Amauri                    |
| 12 | Italia (bandiera)   | P     | Alberto Fontana           |
| 13 | Italia (bandiera)   | C     | Filippo Antonelli Agomeri |
| 14 | Italia (bandiera)   | C     | Yuri Breviario            |
| 15 | Nigeria (bandiera)  | A     | Victor Obinna             |
| 16 | Italia (bandiera)   | C     | Emiliano Landolina        |
| 17 | Germania (bandiera) | C     | Giuseppe Gemiti           |
| 17 | Italia (bandiera)   | D     | Giovanni Marchese         |

| N. |                   | Ruolo | Calciatore           |
| -- | ----------------- | ----- | -------------------- |
| 18 | Italia (bandiera) | P     | Lorenzo Squizzi      |
| 19 | Italia (bandiera) | C     | Daniele Franceschini |
| 20 | Italia (bandiera) | D     | Andrea Mantovani     |
| 21 | Italia (bandiera) | C     | Paolo Sammarco       |
| 22 | Italia (bandiera) | D     | Cesare Rickler       |
| 23 | Italia (bandiera) | D     | Salvatore Lanna      |
| 24 | Italia (bandiera) | A     | Federico Cossato     |
| 26 | Italia (bandiera) | D     | Giuseppe Scurto      |
| 27 | Italia (bandiera) | D     | Fabio Moro           |
| 28 | Italia (bandiera) | D     | Maycol Andriani      |
| 29 | Italia (bandiera) | D     | Davide Mandelli      |
| 31 | Italia (bandiera) | A     | Sergio Pellissier    |
| 33 | Italia (bandiera) | C     | Matteo Brighi        |
| 44 | Italia (bandiera) | P     | Michele Martello     |
| 55 | Grecia (bandiera) | A     | Antōnīs Natsouras    |
| 88 | Italia (bandiera) | P     | Mattia Passarini     |

## Risultati

### Serie A

#### Girone di andata
| Arbitro: | Trefoloni (Siena) |

|               |           |  |
| Trezeguet 36’ | Marcatori |  |

| Arbitro: | Girardi (San Donà di Piave) |

|              |           |  |
| Mandelli 11’ | Marcatori |  |

| Arbitro: | Racalbuto (Gallarate) |

|           |           |                                    |
| Cozza 11’ | Marcatori | 19’, 64’ Franceschini 77’ Mandelli |

| Arbitro: | Morganti (Ascoli Piceno) |

|  |           |            |
|  | Marcatori | 49’ Samuel |

| Arbitro: | Cassarà (Palermo) |

|            |           |                             |
| Flachi 50’ | Marcatori | 36’ Franceschini 60’ Obinna |

| Verona 1º ottobre 2005, ore 18:00 6ª giornata | Chievo              | 0 – 0 referto | Treviso | Stadio Marcantonio Bentegodi (5 304 spett.)\| Arbitro: \| Mazzoleni (Bergamo) \| |
| Arbitro:                                      | Mazzoleni (Bergamo) |               |         |                                                                                  |

| Arbitro: | Rocchi (Firenze) |

|                                    |           |                 |
| Corini 14’ (rig.) Caracciolo 90+2’ | Marcatori | 18’, 39’ Amauri |

| Arbitro: | Mazzoleni (Bergamo) |

|                       |           |             |
| D'Anna 71’ Obinna 73’ | Marcatori | 90+4’ Suazo |

| Arbitro: | Ayroldi (Molfetta) |

|                              |           |                           |
| Rocchi 32’ Oddo 90+1’ (rig.) | Marcatori | 48’ D'Anna 66’ Pellissier |

| Arbitro: | Stefanini (Prato) |

|                           |           |                      |
| Semioli 4’ Pellissier 61’ | Marcatori | 8’ Riganò 53’ Tavano |

| Arbitro: | Tombolini (Ancona) |

|  |           |                |
|  | Marcatori | 10’ Pellissier |

| Arbitro: | Bergonzi (Genova) |

|                |           |                   |
| Pellissier 14’ | Marcatori | 43’ (aut.) D'Anna |

| Livorno 26 novembre 2005, ore 18:00 13ª giornata | Livorno              | 0 – 0 referto | Chievo | Stadio Armando Picchi (10 868 spett.)\| Arbitro: \| Farina (Novi Ligure) \| |
| Arbitro:                                         | Farina (Novi Ligure) |               |        |                                                                             |

| Arbitro: | Pieri (Lucca) |

|                                 |           |             |
| Pellissier 45+1’ Tiribocchi 82’ | Marcatori | 22’ Kaladze |

| Arbitro: | Racalbuto (Gallarate) |

|                              |           |  |
| Di Napoli 17’ Zampagna 45+2’ | Marcatori |  |

| Arbitro: | Banti (Livorno) |

|                                  |           |  |
| Tiribocchi 34’ Obinna 65’ (rig.) | Marcatori |  |

| Arbitro: | Tombolini (Ancona) |

|                                               |           |  |
| Totti 32’, 39’ (rig.) Perrotta 64’ Taddei 85’ | Marcatori |  |

| Arbitro: | Ciampi (Roma 1) |

|                                     |           |                |
| Pellissier 20’, 52’ Zanchetta 90+3’ | Marcatori | 29’ Delvecchio |

| Arbitro: | Trefoloni (Siena) |

|                 |           |               |
| Toni 35’, 90+1’ | Marcatori | 69’ Zanchetta |

#### Girone di ritorno
| Arbitro: | Palanca (Roma 1) |

|                  |           |            |
| Franceschini 21’ | Marcatori | 31’ Vieira |

| Arbitro: | De Santis (Tivoli) |

|                                  |           |            |
| Rossi 45+1’ Simplício 83’ (rig.) | Marcatori | 26’ Amauri |

| Arbitro: | Stefanini (Prato) |

|                                              |           |  |
| Amauri 47’, 88’ (rig.) Pellissier 75’, 90+4’ | Marcatori |  |

| Arbitro: | Racalbuto (Gallarate) |

|         |           |  |
| Cruz 7’ | Marcatori |  |

| Arbitro: | Morganti (Ascoli Piceno) |

|            |           |             |
| Scurto 61’ | Marcatori | 30’ Kutuzov |

| Arbitro: | Pieri (Lucca) |

|               |           |                     |
| Borriello 77’ | Marcatori | 38’, 46’ Tiribocchi |

| Verona 19 febbraio 2006, ore 15:00 26ª giornata | Chievo          | 0 – 0 referto | Palermo | Stadio Marcantonio Bentegodi (5 580 spett.)\| Arbitro: \| Brighi (Cesena) \| |
| Arbitro:                                        | Brighi (Cesena) |               |         |                                                                              |

| Arbitro: | Farina (Novi Ligure) |

|                       |           |                               |
| Suazo 32’ Gobbi 90+4’ | Marcatori | 85’ Tiribocchi 90’ Pellissier |

| Arbitro: | Mazzoleni (Bergamo) |

|                     |           |                           |
| Tiribocchi 42’, 45’ | Marcatori | 32’ Mauri 67’ (rig.) Oddo |

| Arbitro: | De Marco (Chiavari) |

|                       |           |            |
| Riganò 71’ Tavano 79’ | Marcatori | 82’ Brighi |

| Arbitro: | Palanca (Roma 1) |

|                                                   |           |                   |
| Obinna 4’ (rig.) Malagò 57’ Brighi 67’ Amauri 82’ | Marcatori | 29’ (rig.) Foglio |

| Arbitro: | Dattilo (Locri) |

|               |           |                   |
| Paci 45’, 62’ | Marcatori | 25’, 90+3’ Amauri |

| Arbitro: | Rizzoli (Bologna) |

|                              |           |               |
| Amauri 14’ Obinna 60’ (rig.) | Marcatori | 40’ Lucarelli |

| Arbitro: | Bertini (Arezzo) |

|                                       |           |                |
| Nesta 29’ Kaká 62’, 69’ (rig.), 90+1’ | Marcatori | 13’ Pellissier |

| Arbitro: | Paparesta (Bari) |

|                                          |           |  |
| Innocenti 15’ (aut.) Obinna 90+2’ (rig.) | Marcatori |  |

| Arbitro: | Messina (Bergamo) |

|               |           |                       |
| Di Natale 77’ | Marcatori | 88’ (rig.) Pellissier |

| Arbitro: | Pieri (Lucca) |

|                                                  |           |                                         |
| Amauri 8’, 36’ Luciano 48’ Pellissier 61’ (rig.) | Marcatori | 4’, 14’ De Rossi 25’ Taddei 62’ Dacourt |

| Lecce 7 maggio 2006, ore 15:00 37ª giornata | Lecce              | 0 – 0 referto | Chievo | Stadio Via del Mare (8 900 spett.)\| Arbitro: \| Pantana (Macerata) \| |
| Arbitro:                                    | Pantana (Macerata) |               |        |                                                                        |

| Arbitro: | Bergonzi (Genova) |

|  |           |                       |
|  | Marcatori | 21’ Toni 85’ Dainelli |

### Coppa Italia
| Arbitro: | Marelli (Como) |

|  |           |                                                     |
|  | Marcatori | 9’, 36’, 66’ Amauri 21’ Antonelli Agomeri 85’ Bruno |

| Arbitro: | Morganti (Ascoli Piceno) |

|  |           |             |
|  | Marcatori | 46’ Semioli |

| Arbitro: | Rocchi (Firenze) |

|            |           |  |
| Mareco 84’ | Marcatori |  |

## Statistiche
Statistiche aggiornate al 14 maggio 2006.

### Statistiche di squadra
| Competizione | Punti | In casa | In casa | In casa | In casa | In casa | In casa | In trasferta | In trasferta | In trasferta | In trasferta | In trasferta | In trasferta | Totale | Totale | Totale | Totale | Totale | Totale | D.R. |
| Competizione | Punti | G       | V       | N       | P       | Gf      | Gs      | G            | V            | N            | P            | Gf           | Gs           | G      | V      | N      | P      | Gf     | Gs     | D.R. |
| ------------ | ----- | ------- | ------- | ------- | ------- | ------- | ------- | ------------ | ------------ | ------------ | ------------ | ------------ | ------------ | ------ | ------ | ------ | ------ | ------ | ------ | ---- |
|              | 54    | 19      | 9       | 8       | 2       | 33      | 19      | 19           | 4            | 7            | 8            | 21           | 30           | 38     | 13     | 15     | 10     | 54     | 49     | 5    |
|              | -     | 0       | 0       | 0       | 0       | 0       | 0       | 3            | 2            | 0            | 1            | 6            | 1            | 3      | 2      | 0      | 1      | 6      | 1      | 5    |
| Totale       | -     | 19      | 9       | 8       | 2       | 33      | 19      | 22           | 6            | 7            | 9            | 27           | 31           | 41     | 15     | 15     | 11     | 60     | 50     | 10   |

### Andamento in campionato
| Giornata  | 1  | 2  | 3 | 4  | 5 | 6 | 7 | 8 | 9 | 10 | 11 | 12 | 13 | 14 | 15 | 16 | 17 | 18 | 19 | 20 | 21 | 22 | 23 | 24 | 25 | 26 | 27 | 28 | 29 | 30 | 31 | 32 | 33 | 34 | 35 | 36 | 37 | 38 |
| --------- | -- | -- | - | -- | - | - | - | - | - | -- | -- | -- | -- | -- | -- | -- | -- | -- | -- | -- | -- | -- | -- | -- | -- | -- | -- | -- | -- | -- | -- | -- | -- | -- | -- | -- | -- | -- |
| Luogo     | T  | C  | T | C  | T | C | T | C | T | C  | T  | C  | T  | C  | T  | C  | T  | C  | T  | C  | T  | C  | T  | C  | T  | C  | T  | C  | T  | C  | T  | C  | T  | C  | T  | C  | T  | C  |
| Risultato | P  | V  | V | P  | V | N | N | V | N | N  | V  | N  | N  | V  | P  | V  | P  | V  | P  | N  | P  | V  | P  | N  | V  | N  | N  | N  | P  | V  | N  | V  | P  | V  | N  | N  | N  | P  |
| Posizione | 16 | 11 | 7 | 10 | 9 | 8 | 9 | 5 | 6 | 7  | 5  | 7  | 6  | 6  | 7  | 6  | 6  | 6  | 7  | 8  | 8  | 7  | 7  | 7  | 7  | 7  | 7  | 7  | 8  | 6  | 6  | 6  | 7  | 7  | 7  | 7  | 7  | 7  |

Legenda:

Luogo: C = Casa; T = Trasferta. Risultato: V = Vittoria; N = Pareggio; P = Sconfitta.}